# Hälltjärnen (Ore socken, Dalarna)
Hälltjärnen är en sjö i Rättviks kommun i Dalarna och ingår i Dalälvens huvudavrinningsområde.